# Шуилишу
Шуилишу — царь Исина, Шумера и Аккада, правил приблизительно в 1985 — 1975 годах до н. э. Сын Ишби-Эрры.

## Правление
Надписи Шуилишу провозглашают его титулы — «муж, царь Ура, царь могущественный, бог своего народа, возлюбленный богами Ану, Энлилем и Нанной, царь земли Шумера и Аккада, любимый богом Энлилем и богиней Нинисиной и Господин своей земли», но не называют его царём Исина. Этот титул приняли только его потомки, начиная с Ишме-Дагана. Своей столицей Шуилишу сделал укреплённый и прославленный Ур, по примеру предыдущих царей III династии Ура и по этому событию он назвал свой 2-й год правления (1984/1983 год до н. э.). Однако он строил и в Исине; 7-й год правления Шуилишу (1979/1978 год до н. э.) назван в честь строительства городской стены Исина.
Шуилишу стал настоящим благодетелем Ура, начав восстановление этого города, сильно пострадавшего во время нашествия эламитов в 2003 году до н. э. Он воздвиг монументальные ворота для города и вернул из Элама статую бога-покровителя этого города Нанну, похищенную эламитами во время разграбления города. Однако не ясно, получил ли он её с помощью дипломатических переговоров или в ходе военного похода. Одна надпись рассказывает о новом заселении города: «он поселил в Уре людей, разбросанных по вине Аншана, в своих жилищах». Написание «Плача о гибели Ура» также можно отнести ко времени Шуилишу. Текст объясняет катастрофу, постигшую город, и содержит призыв к его восстановлению, а также защищает реставраторов от проклятий, заложенных в развалинах Эдубламаха.
Шуилишу временно подчинил долину реки Диялы, сделав эшнуннских царей потомков Ильшуилии своими энси, правда вскоре Эшнунна была захвачена царём Дера Ануммуттаббилем, который поставил там своего наместника Уцуравассу.
Датировочные формулы Шуилишу отмечают изготовление больших эмблем для Нанны и Шамаша, пьедесталов для трона Нинисины и Нингаль, священной барки для Нинурты. Гимн Нергалу, также как и гимн Ану, наряду с этими божествами прославляют царя Шуилишу. Кажется, во времена Шуилишу существовал и третий гимн (от которого сохранилось лишь несколько строк) и в этом гимне Шуилишу, видимо, обращался к самому себе. В Исине был обнаружен архив ремесленной мастерской (giš-kin-ti), состоящий из 920 табличек, тексты которых датированы начиная с 4 года Ишби-Эрры и до 3 года Шуилишу, то есть в течение 33 лет. Таблички содержат записи поступлений и выдачу изделий из кожи, мебель, корзины, циновки и другие товары, изготовленные из их сырья. Второй архив, содержит записи поступлений зерна и отпуск хлеба из пекарни, возможно, связанной с храмом Энлиля в Ниппуре. Эти таблички датированы, начиная со второго и по девятый годы правления Шуилишу. Эти данные были использованы для определения правильной последовательности названий годов Шуилишу. 
Сохранившиеся копии шумерских Царских списков расходятся во мнении количества лет его правления: копия P5 даёт 10 лет, копия Su1 — 15 лет, а копия WB444 — даже 20 лет. Согласно Списку царей Ура и Исина его правление продолжалось 10 лет. 10-летнее правление Шуилишу, кажется, предпочтительным, тем более, что такому количеству лет соответствуют и сохранившиеся датировочные формулы.

## Список датировочных формул Шуилишу
|                             | |
| 1 год 1985 / 1984 до н. э.  | Год, когда Шуилишу [стал] царём mu dszu-i3-li2-szu lugal |
| 2 год 1984 / 1983 до н. э.  | a Год, когда своим местопребыванием сделал крепкий Ур BIN 9 523 mu ur2iki-ma ki-dur2-ba bi2-ge-en b Год, когда царь Шуилишу … в Аншан, … для Нанна возведены(?) BIN 10 86 mu dszu-i3-li2-szu lugal-e … an-sza-anki-sze3 … dnanna-ra mu-na-du3? |
| 3 год 1983 / 1982 до н. э.  | Год, когда Шуилишу сделал большую эмблему для Нанна mu dszu-i3-li2-szu giszszu-nir gal dnanna mu-na-dim2 |
| 4 год 1982 / 1981 до н. э.  | Год, когда царь Шуилишу был возведен в должность верховного жреца Нинурты mu dszu-i3-li2-szu nin-[dingir]-dnin-urta-ra mu-un-il2 |
| 5 год 1981 / 1980 до н. э.  | Год, когда царь Шуилишу сделал эмблему для Уту (Шамаша) mu dszu-i3-li2-szu lugal-e giszszu-nir dutu-ra mu-dim2 |
| 6 год 1980 / 1979 до н. э.  | Год, когда царь Шуилишу сделал великолепные престолы для Ана и Инанны mu dszu-i3-li2-szu lugal-e giszgu-za mah an u3 dinanna mu-ne-dim2 |
| 7 год 1979 / 1978 до н. э.  | Год, когда царь Шуилишу построил великую стену города Исина, [названную] Шуилишу-рим-Иштар («Шуилишу возлюбленный Иштар») mu dszu-i3-li2-szu lugal-e bad3 gal i3-si-inki dszu-i3-li2-szu-ri-im-esz4-tar2 mu-du3                                |
| 8 год 1978 / 1977 до н. э.  | Год, когда царь Шуилишу сделал помост под престол для Нинисины mu dszu-i3-li2-szu lugal-e giszgu-za bara2 dnin-i-si-inki-ra mu-na-dim2 |
| 9 год 1977 / 1976 до н. э.  | a Год, когда царь Шуилишу сделал великолепную ладью для Нинурты mu dszu-i3-li2-szu lugal-e ma2-gur8 mah dnin-urta-ra mu-na-dim2 b Год, когда ладья Нинурты была проконопачена JAOS 98 260 6 mu ma2 dnin-urta ba-ab-du8                         |
| 10 год 1976 / 1975 до н. э. | Год, когда царь Шуилишу сделал помост под престол для Нингаль mu dszu-i3-li2-szu lugal-e giszgu-za bara2 dnin-gal-ra mu-na-dim2 |

| I династия Исина          |                                                                           |                       |
| Предшественник: Ишби-Эрра | царь Исина, царь Шумера и Аккада ок. 1985 — 1975 до н. э. (правил 10 лет) | Преемник: Иддин-Даган |